# المهدي لزعر
المهدي لزعر (9 مارس 1993 ببلجيكا - ) هو لاعب كرة قدم بلجيكي في مركز الهجوم. لعب مع نادي سينت ترويدن.

## روابط خارجية
- المهدي لزعر على موقع قاعدة بيانات كرة القدم.إي يو (الإنجليزية)
- المهدي لزعر على موقع Soccerway.com (الإنجليزية)
- المهدي لزعر على موقع AS.com (الإسبانية)